# Astrologia ellenistica

Thema Mundi come esposto da Macrobio

L'astrologia ellenistica è una tradizione di astrologia oroscopica che è stata sviluppata e praticata nel tardo periodo ellenistico all'interno e intorno alla regione del Mediterraneo, specialmente in Egitto. I testi e la terminologia tecnica di questa tradizione astrologica erano scritti in gran parte in greco (o talvolta in latino). La tradizione ha avuto origine intorno alla fine del II o all'inizio del I secolo a.C. e poi è stata praticata fino al VI o VII secolo. Questo tipo di astrologia è comunemente indicato come "astrologia ellenistica" perché è stata sviluppata nel tardo periodo ellenistico, sebbene abbia continuato ad essere praticata per diversi secoli dopo la fine di quella che gli storici classificano abitualmente come era ellenistica.

## Storia
Le origini di gran parte dell'astrologia, che si svilupperà in seguito in Asia, Europa e Medio Oriente, si trovano tra i Babilonesi e il loro sistema di presagi celesti che iniziò a essere compilato intorno alla metà del II millennio a.C. Questo sistema in seguito si diffuse, direttamente o indirettamente, attraverso i Babilonesi in altre aree come la Cina e la Grecia, dove si unì a forme indigene preesistenti di astrologia. Arrivò in Grecia inizialmente già verso la metà del IV secolo a.C., e poi intorno alla fine del II o all'inizio del I secolo a.C.
Dopo le conquiste di Alessandro Magno, questa astrologia babilonese fu mescolata con la tradizione egiziana dell'astrologia decanica per creare l'astrologia oroscopica. Questo sistema è etichettato come «astrologia oroscopica» perché, a differenza delle tradizioni precedenti, faceva uso dell'ascendente, noto come «horoskopos» («indicatore delle ore») in greco, e delle dodici case celesti che ne derivano. Il focus sul tema natale dell'individuo, come derivato dalla posizione dei pianeti e delle stelle al momento della nascita, rappresenta il contributo più significativo e lo spostamento di enfasi che è stato fatto durante la tradizione ellenistica dell'astrologia. Questa nuova forma di astrologia si diffuse rapidamente nel mondo antico in Europa e in Medio Oriente.
Inoltre, alcuni autori come Vettio Valente e Paolo Alessandrino presero in considerazione i «monomoiria», o i gradi individuali di un oroscopo.
Questo complesso sistema di astrologia venne sviluppato a tal punto che le tradizioni successive apportarono pochi cambiamenti fondamentali al nucleo del sistema, e molti degli stessi componenti dell'astrologia oroscopica che furono sviluppati durante il periodo ellenistico sono ancora in uso dagli astrologi nei tempi moderni.

## Origini mitiche

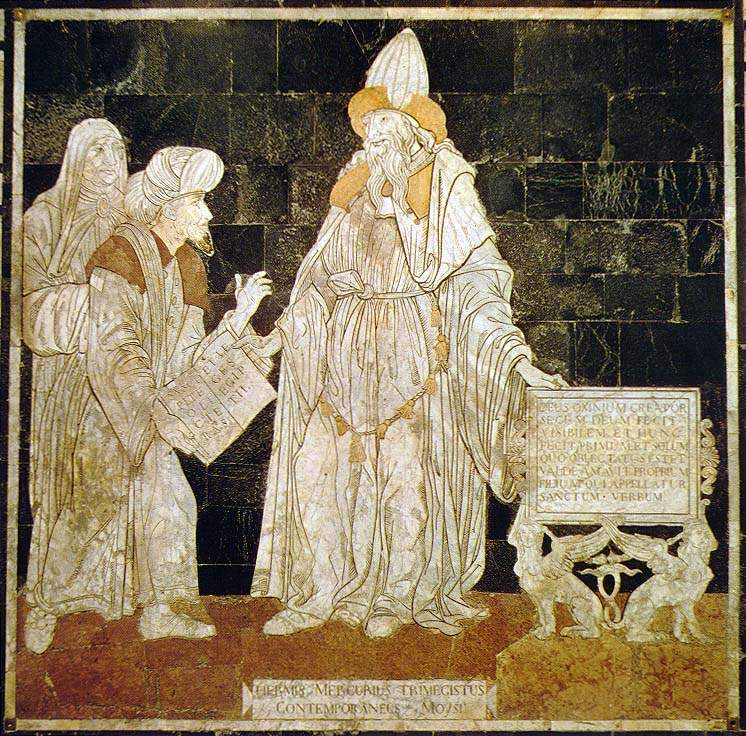
Ermete Trismegisto, da un intarsio della Cattedrale di Siena.

Diversi astrologi ellenistici attribuiscono la creazione di questa disciplina a un mitico saggio di nome Ermete Trismegisto, che avrebbe scritto diversi testi importanti che costituirono la base dell'arte o la sua evoluzione dal sistema astrologico ereditato dai Babilonesi e dagli Egizi. A Ermete Trismegisto vengono attribuiti gli scritti raccolti nel Corpus Hermeticum. Diversi autori citano Ermete come il primo a delineare le case e il loro significato, e quindi si pensa solitamente che le case risalgano all'inizio della tradizione ellenistica e in effetti sono uno dei principali fattori di definizione che separano l'astrologia ellenistica, e altre forme di astrologia oroscopica, dall'astrologia babilonese e altre tradizioni in diverse parti del mondo. Questo sistema di astrologia oroscopica fu poi passato a un'altra figura mitica di nome Asclepio al quale sono indirizzati alcuni degli scritti ermetici.
Secondo Giulio Firmico Materno, il sistema fu successivamente tramandato a un faraone egiziano di nome Nekaub e al suo sacerdote Petosiris. A loro sono attribuiti diversi importanti libri di testo che spiegano il sistema ed è da questi testi che molti degli astrologi ellenistici successivi attinsero e citarono direttamente. Questo sistema ha costituito la base di tutte le forme successive di astrologia oroscopica.

## Astrologia nell'Egitto ellenistico

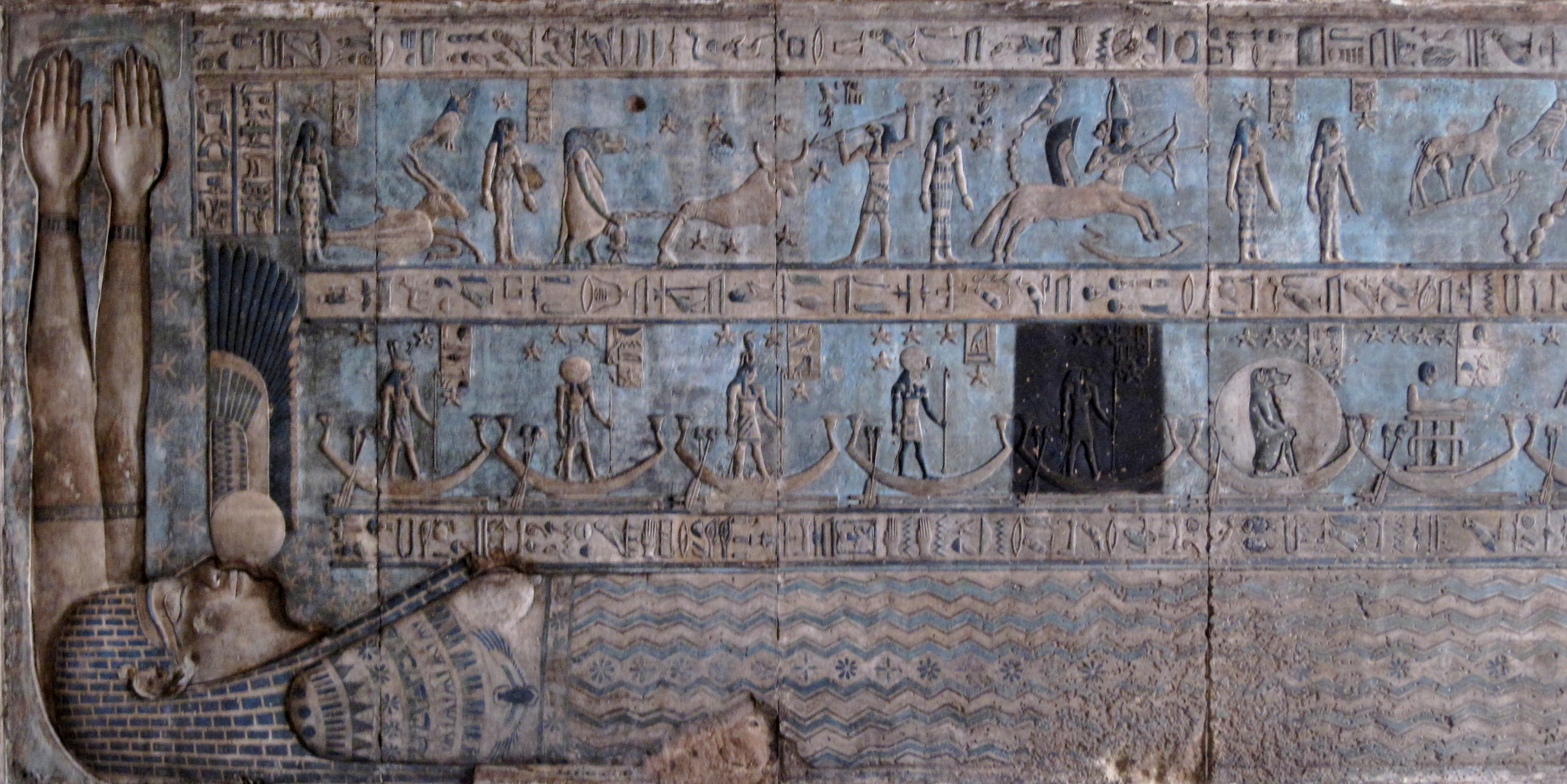
Costellazioni egiziane tolemaiche a Dendera

Nel 525 a.C. l'Egitto fu conquistato dai Persiani, quindi è probabile che ci sia stata un'influenza mesopotamica sull'astrologia egiziana. Argomentando a favore di ciò, Barton fornisce un esempio di quella che sembra essere l'influenza mesopotamica sullo zodiaco, che includeva due segni: Bilancia e Scorpione, come evidenziato nello Zodiaco di Dendera (nella versione greca la Bilancia era nota come "Artigli di scorpione").
Dopo l'occupazione da parte di Alessandro Magno, nel 332 a.C., l'Egitto passò sotto il dominio e l'influenza greca. La città di Alessandria fu fondata da Alessandro dopo la conquista e durante il III e il II secolo a.C. gli studiosi di Alessandria furono scrittori molto prolifici. Fu nell'Egitto alessandrino che l'astrologia babilonese fu mescolata con la tradizione egiziana dell'astrologia decanica per creare l'astrologia oroscopica. Questa conteneva lo zodiaco babilonese con il suo sistema di esaltazioni planetarie, le triplicità dei segni e l'importanza delle eclissi. Insieme a questo incorporava il concetto egizio di dividere lo zodiaco in trentasei decani di dieci gradi ciascuno, con un'enfasi sul decano crescente, il sistema greco degli dei planetari, il dominio dei segni e i quattro elementi.

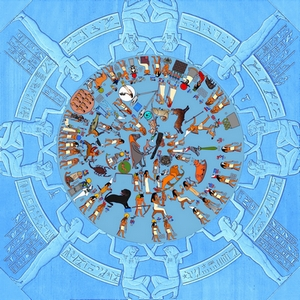
Zodiaco di Dendera con colori originali (ricostruito)

I decani erano un sistema di misurazione del tempo secondo le costellazioni. Erano guidati dalla costellazione di Sirio o "Sirius". Le alzate dei decani nella notte servivano per dividere la notte in "ore". Il sorgere di una costellazione appena prima del sorgere del sole (il suo sorgere eliaco) era considerata l'ultima ora della notte. Nel corso dell'anno, ogni costellazione sorgeva poco prima del sorgere del sole per dieci giorni. Quando entrarono a far parte dell'astrologia dell'età ellenistica, ogni decano era associato a dieci gradi dello zodiaco. I testi del II secolo a.C. elencano le previsioni relative alle posizioni dei pianeti nei segni zodiacali al tempo del sorgere di alcuni decani, in particolare Sirio.
Particolarmente importante nello sviluppo dell'astrologia oroscopica fu l'astrologo e astronomo Tolomeo, che viveva ad Alessandria d'Egitto. L'opera di Tolomeo, il Tetrabiblos, pose le basi della tradizione astrologica occidentale. Il primo zodiaco trovato in Egitto risale al I secolo a.C., ed è lo zodiaco di Dendera.
Secondo Giulio Firmico Materno (IV secolo), il sistema dell'astrologia oroscopica fu tramandato a un faraone egizio di nome Nekaub e al suo sacerdote Petosiris. 
Anche i testi ermetici furono messi insieme durante questo periodo e Clemente Alessandrino, scrivendo in epoca romana, dimostrò il grado in cui ci si aspettava che gli astrologi conoscessero i testi nella sua descrizione dei riti sacri egiziani:
Ciò è dimostrato principalmente dal loro cerimoniale sacro. Per primo avanza il cantante, recante uno dei simboli della musica. Perché dicono che deve imparare due dei libri di Ermete, il primo che contiene gli inni degli dei, e il secondo i regolamenti per la vita del re. E dopo il cantante avanza l'astrologo, con un orologio in mano e una palma, i simboli dell'astrologia. Deve avere sempre in bocca i libri astrologici di Ermete, che sono quattro.

## Astrologia in Grecia
La conquista dell'Asia da parte di Alessandro Magno espose i Greci alle culture e alle idee cosmologiche di Siria, Babilonia, Persia e Asia centrale. Il greco superò la scrittura cuneiforme come lingua internazionale di comunicazione intellettuale e parte di questo processo fu la trasmissione dell'astrologia dal cuneiforme al greco. Intorno al 280 a.C., Berosso, un sacerdote di Bel di Babilonia, si trasferì nell'isola greca di Kos per insegnare ai greci l'astrologia e la cultura babilonese. Con questo, ciò che Campion chiama "l'energia innovativa" in astrologia si spostò a ovest nel mondo ellenistico della Grecia e dell'Egitto. Secondo Campion, l'astrologia arrivata dall'Oriente era segnata dalla sua complessità, con l'emergere di diverse forme. Nel I secolo a.C. esistevano due varietà di astrologia, una che richiedeva la lettura di oroscopi per stabilire dettagli precisi sul passato, presente e futuro, l'altra era teurgica, che significa letteralmente "opera di Dio", e sottolineava l'ascesa dell'anima alle stelle. Sebbene non si escludessero a vicenda, i primi cercavano informazioni sulla vita, mentre i secondi si occupavano della trasformazione personale, dove l'astrologia fungeva da forma di dialogo con il divino.

## Astrologia a Roma
Come tante altre cose, l'astrologia giunse a Roma a seguito dell'influenza greca. Tra i Greci e i Romani, Babilonia o Caldea erano così identificate con l'astrologia, tanto che la "saggezza caldea" divenne il sinonimo di divinazione attraverso i pianeti e le stelle e gli astrologi divennero molto in voga nella Roma imperiale. In effetti, l'imperatore Tiberio aveva avuto predetto il suo destino alla nascita, e così si circondò di astrologi come Trasillo di Mende. Secondo Giovenale "ci sono persone che non possono presentarsi in pubblico, pranzare o fare il bagno, senza aver prima consultato un'effemeride". Claudio, d'altra parte, prediligeva i presagi e bandiva del tutto gli astrologi da Roma. Forse non sorprende che nel corso del tempo essere conosciuto come un "caldeo" abbia portato con sé spesso il sospetto di ciarlataneria e di inganno più o meno intenzionalmente. Uno degli esempi più famosi della letteratura romana sull'astrologia è il poema Astronomica, scritto nel I secolo da Marco Manilio.

## Trasmissione
L'astrologia ellenistica fu praticata dal II secolo a.C. fino a circa il VII secolo, quando l'Europa entrò nel Medioevo. Venne poi trasmessa e ulteriormente sviluppata da individui che lavoravano all'interno dell'Impero Islamico dal VII al XIII secolo.